# Droga wojewódzka nr 222
Droga wojewódzka nr 222 (DW222) – droga wojewódzka w woj. pomorskim o długości 69 km, łącząca Gdańsk Orunię ze Skórczem. Droga przebiega przez miasto na prawie powiatu Gdańsk i 2 powiaty: gdański (gminy: Pruszcz Gdański i Trąbki Wielkie), starogardzki (gminy: Skarszewy, Starogard Gdański, miasto Starogard Gdański Bobowo i Skórcz).
Od sierpnia 2017 do końca 2019 odbywały się prace modernizacyjne na odcinkach drogi o łącznej długości około 40 km (granica Gdańska – Straszyn z nowym rondem w Borkowie, Straszyn – Trąbki Wielkie z nowym rondem na skrzyżowaniu z drogą do Lublewa i przebudowanym mostem na Kłodawie w Kleszczewie, Gołębiewo Wielkie – Godziszewo z rondem w Godziszewie oraz Godziszewo - Starogard Gdański z nowymi rondami w miejscowości Kokoszkowy oraz na skrzyżowaniu ulic Gdańskiej, Skorupki oraz Grunwaldzkiej w Starogardzie Gdańskim). W ramach inwestycji nastąpiło poszerzenie jezdni do szerokości 7 m, a ponadto wzmocnienie jej nośności do 115 kN. Wykonawcą robót o wartości blisko 85 mln zł była firma Skanska.
Przed 2015 natężenie ruchu na drodze 222 wynosiło ok. 11 467 pojazdów na dobę (na odcinku Gdańsk, granica miasta – Godziszewo o długości 24,8 km).
W 2017 drogą 222 przejeżdżało dziennie ok. 10 tys. pojazdów.

## Historia numeracji
Na przestrzeni lat trasa posiadała różne oznaczenia i kategorie/klasyfikacje:

| Lista źródeł |
| --- |
| - Mapa samochodowa Polski, Warszawa: Państwowe Przedsiębiorstwo Wydawnictw Kartograficznych, 1956. Brak numerów stron w książce - Atlas samochodowy Polski, Druk rozpoczęto w kwietniu 1958 r. – ukończono w czerwcu 1958 r., Warszawa: Państwowe Przedsiębiorstwo Wydawnictw Kartograficznych, s. 25, 49. - Atlas samochodowy Polski 1:500 000. Wyd. IV. Warszawa: Państwowe Przedsiębiorstwo Wydawnictw Kartograficznych, 1965, s. 25, 49. - Mapa samochodowa Polski 1:1 000 , wyd. dziesiąte, Warszawa: Państwowe Przedsiębiorstwo Wydawnictw Kartograficznych, 1971. Brak numerów stron w książce - Mapa samochodowa Polski 1:1 000 , wyd. jedenaste, Warszawa: Państwowe Przedsiębiorstwo Wydawnictw Kartograficznych, 1972. Brak numerów stron w książce - Mapa samochodowa Polski 1:1 000 , wyd. trzecie, Warszawa: Państwowe Przedsiębiorstwo Wydawnictw Kartograficznych, 1975. Brak numerów stron w książce - Województwa elbląskie olsztyńskie: mapa krajoznawczo-samochodowa 1:500 000, wyd. trzecie, Warszawa: Państwowe Przedsiębiorstwo Wydawnictw Kartograficznych, 1978. Brak numerów stron w książce - Samochodowy atlas Polski 1:500 000. Wyd. V. Warszawa: Państwowe Przedsiębiorstwo Wydawnictw Kartograficznych, 1979, s. 26, 50. ISBN 83-7000-017-7. - Samochodowy atlas Polski 1:500 000. Wyd. VI. Warszawa: Państwowe Przedsiębiorstwo Wydawnictw Kartograficznych, 1980, s. 26, 50. - Mapa samochodowa Polski 1:1 500 000, Załącznik do informatora samochodowo-motocyklowego – rocznik XXVIII, Warszawa: Państwowe Przedsiębiorstwo Wydawnictw Kartograficznych, 1983. Brak numerów stron w książce - Samochodowy atlas Polski 1:500 000. Wyd. IX. Warszawa: Państwowe Przedsiębiorstwo Wydawnictw Kartograficznych, 1984, s. 26, 50. - Samochodowy atlas Polski 1:500 000. Wyd. IX. Warszawa: Państwowe Przedsiębiorstwo Wydawnictw Kartograficznych, 1985, s. 26, 50. |

| Lista źródeł |
| --- |
| - Uchwała nr 192 Rady Ministrów z dnia 2 grudnia 1985 r. w sprawie zaliczenia dróg do kategorii dróg krajowych. (M.P. z 1986 r. nr 3, poz. 16) - Polska: atlas samochodowy 1:300 000. Wyd. pierwsze. Warszawa: Polskie Przedsiębiorstwo Wydawnictw Kartograficznych, 1992. ISBN 83-7000-080-0. Brak numerów stron w książce - Polska: mapa samochodowa 1:700 000, wyd. 1, Szczecin: Wydawnictwo Kartograficzne KOMPAS, 1996–1997, ISBN 83-904373-2-5. Brak numerów stron w książce - Polska: mapa samochodowa 1:700 000, wyd. II Zmienione i poprawione, Szczecin: Wydawnictwo Kartograficzne KOMPAS, 1997–1998, ISBN 83-904373-3-3. Brak numerów stron w książce - Rozporządzenie Rady Ministrów z dnia 15 grudnia 1998 r. w sprawie ustalenia wykazu dróg krajowych i wojewódzkich. (Dz.U. z 1998 r. nr 160, poz. 1071) - Polska: mapa samochodowa z podziałem administracyjnym 1:700 000, wyd. V Zmienione, poprawione i uaktualnione, Szczecin: Wydawnictwo Kartograficzne KOMPAS, 1999–2000, ISBN 83-904373-7-6. Brak numerów stron w książce - POLSKA Atlas drogowy 1:200 000. Mapy Ścienne Beata Piętka, 2000. Brak numerów stron w książce - Polska: autoatlas 1:300 000, Autoatlas opracowano dla potrzeb Polskiego Koncernu Naftowego ORLEN Spółka Akcyjna, Warszawa: ABW Sp. z o.o., 2001, ISBN 83-915542-0-1. Brak numerów stron w książce - Polska: mapa samochodowa z podziałem administracyjnym 1:700 000, wyd. IX, Szczecin: Wydawnictwo Kartograficzne KOMPAS, 2002–2003, ISBN 83-904373-7-6. Brak numerów stron w książce - Polska: mapa samochodowa z podziałem administracyjnym 1:700 000, wyd. XII Zmienione, poprawione i uaktualnione, Szczecin: Wydawnictwo Kartograficzne KOMPAS, 2004–2005, ISBN 83-904373-7-6. Brak numerów stron w książce - Polska: mapa samochodowa z podziałem administracyjnym 1:700 000, wyd. XIV Zmienione, poprawione i uaktualnione, Szczecin: Wydawnictwo Kartograficzne KOMPAS, 2005–2006, ISBN 83-904373-7-6. Brak numerów stron w książce - Polska 2016: mapa samochodowa 1:700 000, wyd. XXVII, Dom Wydawniczy PWN, 2016, ISBN 978-83-7705-942-5. Brak numerów stron w książce - Polska 2017: atlas samochodowy 1:200 000 dla profesjonalistów. Wyd. IX. Warszawa: Dom Wydawniczy PWN, 2017. ISBN 978-83-7705-978-4. Brak numerów stron w książce - Polska 2020/2021: mapa samochodowa 1:700 000, Warszawa: Grupa PWN, 2020, ISBN 978-83-65808-36-3. Brak numerów stron w książce |

## Dopuszczalny nacisk na oś
Od 13 marca 2021 roku na drodze dozwolony jest ruch pojazdów o nacisku pojedynczej osi napędowej do 11,5 tony, z wyjątkiem miejsc oznaczonych znakiem zakazu B-19.

### Do 13 marca 2021 r.
Wcześniej droga wojewódzka nr 222 była objęta ograniczeniami dopuszczalnego nacisku pojedynczej osi:
| Znak  | Dopuszczalny nacisk | Lata obowiązywania | Odcinek                                                                        |
| ----- | ------------------- | ------------------ | ------------------------------------------------------------------------------ |
| DW222 | do 10 ton           | lata 90. – 2005    | Gdańsk – Straszyn – Trąbki Wielkie – Starogard Gdański – Bobowo – Skórcz       |
| DW222 | do 10 ton           | 2005–2010          | od drogi do Skórcza                                                            |
| DW222 | do 10 ton           | 2010–2012          | Gdańsk – Skórcz                                                                |
| DW222 | do 10 ton           | 2012–2015          | Trąbki Wielkie – Godziszewo                                                    |
| DW222 | do 10 ton           | 2015–2021          | - Trąbki Wielkie – Godziszewo - obwodnica Skórcza                              |
| DW222 | do 8 ton            | 2012–2021          | - Gdańsk – Trąbki Wielkie - Godziszewo – Starogard Gdański – obwodnica Skórcza |

## Miejscowości leżące przy trasie DW222
- Gdańsk Orunia
- Gdańsk Maćkowy
- Borkowo (dawniej Borkowo Łostowickie)
- Straszyn
- Rekcin
- Kleszczewo
- Trąbki Wielkie
- Gołębiewo Wielkie
- Gołębiewko
- Godziszewo
- Siwiałka
- Trzcińsk
- Kokoszkowy
- Starogard Gdański
- Jabłowo
- Bobowo
- Pączewo
- Wolental
- Skórcz